# Expédition Flinders

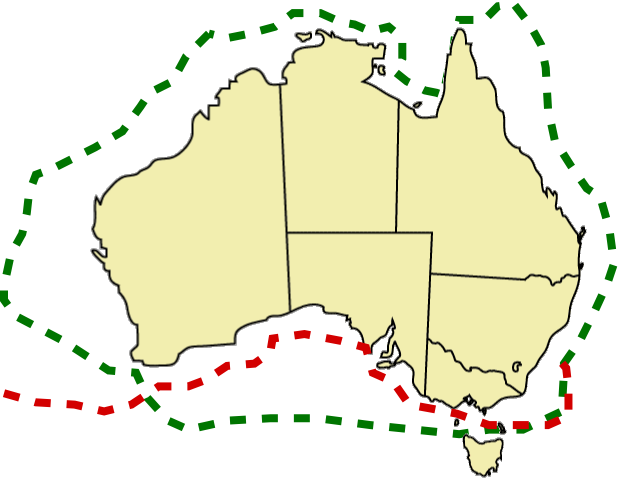
Carte du tour de l'Australie fait par Flinders. Légende :
: 1801 - 2
: 1802 - 3

L'expédition Flinders fut menée entre 1801 et 1803 dans le but de cartographier précisément les terres australes et de découvrir le bras de mer que les Européens imaginaient alors entre la côte jadis relevée par les Hollandais dans la partie orientale de l'océan Indien et le littoral pacifique déjà colonisé par le Royaume-Uni sous le nom de Nouvelle-Hollande. En avril 1802, Matthew Flinders rencontra l'expédition de Nicolas Baudin dans une baie au sud de l'Australie-Méridionale et le partage des résultats leur permit de comprendre que l'Australie était un continent.
L'équipage de Flinders est arrêté à l'île de France (actuelle Île Maurice) en raison des guerres napoléoniennes entre Français et Britanniques. L'expédition n'est libérée que lors de la prise de l'île de France en 1809.